# Icterus jamacaii
El turpial brasileño (Icterus jamacaii) es una especie de ave paseriforme de la familia Icteridae endémica del este de Brasil.